# エセキエル・ムニョス
エセキエル・マティアス・ムニョス（Ezequiel Matías Muñoz, 1990年10月8日 - ）は、アルゼンチン・ブエノスアイレス州ペルガミーノ出身のサッカー選手。CAインデペンディエンテ所属。ポジションはディフェンダー（センターバック）。

## 略歴
ボカ・ジュニアーズの下部組織出身。2008年デビュー。センターバックが本職だが、チーム状況によって右サイドバックとしてプレーすることもある。アルゼンチンでは最も才能のある選手の1人と見られており、「ワルテル・サムエル2世」とも呼ばれる。才能をUSチッタ・ディ・パレルモに注目され、若くしてヨーロッパへ渡る。パレルモ会長のマウリツィオ・ザンパリーニから寵愛を受けており、イタリアでは1年目からレギュラーとしてプレーしたが、チームは守備での問題を露呈しており、活躍しているとは言い難い。2シーズン目はマティアス・シルベストレらの加入によって序盤はベンチにすら入れなかったが、徐々にプレー機会を得だしている。しかしチームは相変わらず守備を立て直せておらず、チームでも指折りの高給取りであることも相俟って多くの批判を集めている。2014-15シーズン後半はUCサンプドリアへの期限付き移籍でプレーした。
2015年7月18日、ジェノアCFCに加入。2016-17シーズンにはリーグ戦30試合以上に出場した。
2017年8月8日、プリメーラ・ディビシオンのCDレガネスと3年契約を締結した。
2019年6月12日、CAラヌースに移籍した。
2020年9月26日、CAインデペンディエンテに移籍した。

## 代表
2009年4月17日、ディエゴ・マラドーナ監督によってアルゼンチン代表に招集された。

## タイトル
パレルモ
- セリエB : 2013-14